# Frederick Yates
Fred Dewhirst Yates (16 de janeiro de 1884, Birstall – 11 de novembro de 1932, Londres) foi um mestre de xadrez inglês que venceu o Campeonato Britânico de Xadrez em seis ocasiões. Ele começou uma carreira em contabilidade, mas em 1909 a abandonou para se tornar um jogador de xadrez profissional e jornalista.

## Carreira de xadrez
Yates quase conquistou o Campeonato Britânico em 1911, quando empatou na primeira colocação com Henry Atkins, mas perdeu o play-off. Ele garantiu o título em 1913, 1914, 1921, 1926, 1928 e 1931.
Apesar do considerável sucesso doméstico, seu recorde em torneios internacionais não lhe fazia justiça. Freqüentemente, era vencedor contra seus oponentes mais fortes e perdia para os que estavam na parte inferior da tabela. Isso ficou particularmente aparente no torneio de Budapeste de 1926.
Sua falta de consistência foi atribuída a problemas de saúde e perda de resistência. Uma tosse seca constante não foi controlada, pois seus fundos não lhe permitiam descansar em climas mais quentes; o conselho dado por seu médico. Ele também foi submetido a pressões jornalísticas, frequentemente fazendo relatos à imprensa dos torneios imediatamente após suas partidas. No entanto, dedicar-se ao jogo de xadrez teria lhe rendido somas insuficientes para ganhar a vida. Vários de seus contemporâneos acreditavam que seu talento poderia tê-lo colocado entre os candidatos ao campeonato mundial, se suas circunstâncias fossem diferentes. No entanto, em seu tempo, derrotou a maioria de seus ilustres adversários, sendo as exceções mais notáveis Emanuel Lasker e José Raúl Capablanca. Sua vitória contra Alexander Alekhine em Karlsbad em 1923 rendeu o prêmio de brilhantismo, enquanto sua vitória contra Milan Vidmar em San Remo em 1930 foi descrita por Alekhine como o melhor jogo disputado desde a guerra.
Como jornalista foi colunista de xadrez do Manchester Guardian e com William Winter, co-autor de Modern Master Play (1929). Ele escreveu relatos de dois campeonatos mundiais; aqueles entre Alekhine e Capablanca, e Alekhine e Bogoljubow.
Na competição por equipes, disputou a primeira, terceira e quarta Olimpíadas, representando a seleção do 'Império Britânico'. Em cada ocasião, ele fez uma pontuação positiva e, em Londres 1927, conquistou a medalha de bronze por equipe.
Sua vida terminou prematuramente, quando um vazamento em um cano de gás o levou a asfixiar durante o sono.
De acordo com a inscrição na lápide de Yates, seu nome de nascimento era na verdade Fred Dewhirst Yates. No entanto, ao longo de sua carreira no xadrez, ele era conhecido como Frederick Dewhurst Yates, ou simplesmente como FD Yates, ambos apresentados em sua coleção parcialmente biográfica publicada postumamente, 'My Best Games'. 'Frederick Dewhurst Yates' também foi usado pelo editor da British Chess Magazine no título do obituário de Yates.

## Recorde do torneio
Competindo nas Ilhas Britânicas, ele foi o primeiro em Glasgow 1911, Cheltenham 1913, Chester 1914, Malvern 1921, Edimburgo 1926 e Tunbridge Wells 1927. Houve segundos lugares em Oxford 1910, Richmond 1912, Southport 1924, Hastings 1924/25 e Stratford-upon-Avon 1925.
No exterior, seus melhores resultados incluíram a primeira igualdade com Savielly Tartakower em Kecskemét (Final B, 1927) e a quinta em San Remo (o torneio mais forte de 1930), quando terminou à frente de Spielmann, Vidmar e Tartakower. Ele foi o segundo em Ghent em 1926, depois de Tartakower, mas à frente de Colle e Janowski.

## Jogos notáveis
- Yates era uma pessoa muito esportiva e até publicou essa derrota para Capablanca em sua própria coleção de melhores jogos: Capablanca vs. Yates, Abertura Inglesa, Barcelona 1929
 1.Cf3 Cf6 2.c4 g6 3.b3 Bg7 4.Bb2 0-0 5.g3 d6 6.Bg2 Cc6 7.0-0 e5 8.d4 Nd7 9.dxe5 Cdxe5 10.Nc3 Te8 11.Nxe5 Cxe5 12.Dd2 a5 13.Tac1 Tb8 14.h3 Bd7 15.Nd5 b6 16.f4 Cc6 17.Bxg7 Rxg7 18.Db2+ f6 19.g4 Nb4 20.g5 Nxd5 21.cxd5 Tc8 22.e4 c6 23.dxc6 Txc6 24.gxf6+ Rf7 25. e5 Txc1 26.Txc1 dxe5 27.fxe5 Qb8 28.Dd4 Bf5 29.Bd5+ Rf8 30.Df4 Txe5 31.Dh6+ Re8 32.f7+ 1–0[11]
- Ele também era conhecido por extrema obstinação, lutando até o último vestígio de esperança desaparecer antes de admitir a derrota. Seu jogo contra Alekhine envolveu uma combinação de cerca de dezoito lances de profundidade: Alekhine vs. Yates, Defesa índia do rei, Karlsbad 1923
 1.d4 Nf6 2.c4 g6 3.g3 Bg7 4.Bg2 0-0 5.Nc3 d6 6.Cf3 Cc6 7.d5 Nb8 8.e4 Nbd7 9.0-0 a5 10.Be3 Ng4 11.Bd4 Nge5 12.Nxe5 Nxe5 13.c5 dxc5 14.Bxc5 b6 15.Bd4 Ba6 16.Te1 Qd6 17.Bf1 Bxf1 18.Txf1 c5 19.Bxe5 Qxe5 20.Db3 Rab8 21.Db5 f5 22.Rae1 f4 23.Qd7 Tbd8 24.gxf4 Qxf4 25. De6+ Rh8 26.f3 Qg5+ 27.Rh1 Td6 28.Dh3 Be5 29.Te2 Tdf6 30.Nd1 Tf4 31.Ce3 Th4 32.De6 Qh5 33.Ng4 Txg4 34.fxg4 Txf1+ 35.Rg2 Qxh2+ 36.Rxf1 Qh1+ Bd37. 38.Rg3 Dg1+ 39.Rh3 Df1+ 40.Tg2 Dh1+ 41.Rg3 Qe1+ 42.Rh3 g5 43.Tc2 Df1+ 44.Rh2 Dg1+ 45.Rh3 Qh1+ 46.Rg3 Dd1 47.Tc3 Dg1+ 48.Rc3 Df1+ 49.Rh3 Dh1+ 46.Rg3 Dd1 47.Tc3 Dg1+ 48.Rh3 Df1+ 49.Rh3 Dh1+ 46.Rg3 Dd1 47.Tc3 Dg1+ 48.Rh3 Df1+ 49.Rg+ 50 B.f+ Rf3 Bg1+ 0–1[12]
- Vimar vs. Yates, Gambito da dama recusado, San Remo 1930, 0–1.[13] As pretas aparam o ataque engenhoso das brancas na ala do rei e desenvolvem um contra-ataque preciso na ala oposta.